# Albinețul Vechi
Albinețul Vechi è un comune della Moldavia situato nel distretto di Fălești di 2.773 abitanti al censimento del 2004

## Località
Il comune è formato dall'insieme delle seguenti località (popolazione 2004):
- Albinețul Vechi (2.183 abitanti)
- Albinețul Nou (205 abitanti)
- Rediul de Jos (271 abitanti)
- Rediul de Sus (114 abitanti)